# Pasta Dioguardi
Sergio "Pasta"  Dioguardi (Buenos Aires, 12 de diciembre de 1961) es un actor y comediante argentino.

## Trabajos

### Cine
- Las aventuras de Dios (2002) - Protagonista
- El fondo del mar (2003) - Encargado Bar #1
- Bar "El Chino" (2003) - Santiago
- Los guardianes del ángel (2004) - Borracho en Cabaret París
- Cartas para Jenny (2007) - Bajista
- Clarisa ya tiene un muerto o A los ojos de Dios (2008 en España) - Taxista
- Rehén de ilusiones (2009) - Hombre 3
- El hombre que corría tras el viento (2009) - Luis
- Baires (2015)
- 8 tiros (2016) - Narco
- El cadáver insepulto (2020)

### Televisión
- Los simuladores (Telefe, 2002/2003) - Martín Vanegas
- Sol negro (América TV, 2003) - Riquelme
- Amor mío (Telefe, 2005) - Felipe
- Reparaciones (Canal 13, 2007) - Moltoni
- Los exitosos Pells (Telefe, 2008/2009) - Dr. Carlos Wedell
- Dromo (América TV, 2009) - Ep: "La otra puerta"
- Los Sónicos (Canal 9, 2011) - Ep: "El Negro que destruye desde los parlantes"
- Víndica (Telefe, 2011) - Marcelo
- Maltratadas (América TV, 2011) - Ep: "El ídolo de Barro"
- Mi amor, mi amor (Telefe, 2012/2013) - Ramírez
- Inconsciente colectivo (TV Pública, 2013) - Daniel Serrano
- Camino al amor (Telefe, 2014)
- El legado (Canal 9, 2014) - José Martinelli
- Variaciones Walsh (TV Pública, 2015) - Rusi
- Millennials (Net TV, 2018/2019) - Álvarez